# Les Habits Noirs
Les Habits Noirs (Le vesti nere) è una serie di otto romanzi di Paul Féval, apparso come feuilleton negli anni '50 e '60 del XIX secolo.
È ambientato tra i primi anni del XVIII secolo e l'epoca di Napoleone III.

## Trama
Il ciclo Les Habits Noirs racconta le avventure di una formidabile banda criminale che, sotto la guida del colonnello Bozzo-Corona, seminava il terrore nell'Europa post-napoleonica.

## Televisione
- Les Habits Noirs, 1967 - ORTF